# 顶叶
顶叶（Parietal lobe）是大腦的一部份，位在额叶、枕叶和颞叶之間，而其與額葉的分界線為中央沟，另外顶枕沟為頂葉和枕葉的分界線。

## 功能
一般而言，頂葉為處理各類感覺訊息（包括痛覺、觸覺等）的中樞，同時也和語言、記憶等功能有關。

## 外部連結
- head and neck（頭頸部）-大腦溝與迴（cerebral gyru and sulcus） （页面存档备份，存于）

1. ↑  .   [2022-05-09]. （原始内容存档于2022-11-27）.